# Tierra adentro
Tierra Adentro (português: Terra Adentro), é o título do romance do escritor Enrique Finot, é um drama sobre a sociedade crucenha e problemas políticos que viveram naquela época. Foi adaptado para a televisão por SAFIPRO.

## História

### Sinopse
Demonstra a vida dos anos 20 do século passado, que reúnem as tradições, a cor, romance e paixão que é desvinculado ao longo da história.
A história desenrola-se onde Lucio Salazar, um jovem crucenho retorna à Bolívia depois de estar na Europa, por 15 anos de estudo. O atraso do seu povo naquelas épocas vai ter um grande empacto emocional, que o leva a entrar na política até ser eleito vice-representante de Santa Cruz.
Toda esta vida política será embalada com o amor, as pessoas do campo, mulheres bonitas, canto e danças tradicionais.

### Temas recorrentes
- Política, Centralismo e Autonomia - Lucio
- Viagens e busca de oportunidades - Lucio

Amor e relações
- Amor impossível - Lucio e Asuntita
- Traição e infidelidade - Lucio e Luisa a Asuntita

Cultura e Sociedade
- Sociedade e cultura crucenha
- Progresso atrasado pelo centralismo
- Falta de estradas, luz e comunicação

## Produção
Foi filmado em belas localidades, tais como:
- Santa Rosa de Sara
- El Palmar del Oratorio
- Cotoca

## Exibição
Estreou em 1997 pela Red Uno (canal 13 em Santa Cruz) apenas localmente.
Em 2005 foi emitido às 23:00 horas semanais, aos sábados na TVB (canal 7 nacionalmente).

### Abertura
A abertura conta com fotos de paisagens orientais, lazer e recreações do ambiente de Santa Cruz de Antaño, juntamente com a apresentação dos atores protagonistas. Acompanhado da música "Amores de Tierra Adentro", canção composta pelo escritor Julio Kemppf e pelo músico Chacho Candia.

### Emissão
| Localmente - Red Uno - Megavisíon | Nacionalmente - TVB | Internacionalmente Não disponível |

## Elenco
| Actor/Actriz       | Personagem    |
| ------------------ | ------------- |
| Bubby Avila        | Lucio Salazar |
| Isabel Castedo     | Asuntita      |
| Elías Serrano      | Ricardo       |
| Julio Kempff       | Tío Nicanor   |
| Gloria Natusch     | Tía Mercedes  |
| Guísela Santa Cruz | Luisa         |
| Nando Chávez       |               |
| Lindbergh Ulloa    |               |
| Delmiro Vargas     |               |
| Percy Román        |               |
| Teddy Landivar     |               |
| Etelvina Peña      |               |
| Enrique Alfonso    |               |
| Juan de América    |               |
| Efraín Capobianco  |               |
| Jorge Prado        |               |
| Tom Hackett        |               |
| Mike Benett        |               |
| Ignacio Caso       |               |
| Chaly Antelo       |               |
| Oswaldo Valdivia   |               |
| Bernardo Cespedes  |               |
| José Castro        |               |
| Adolfo Vargas      |               |
| Katty Gutierrez    |               |
| Mosita Pedriel     |               |
| Chelita Vargas     |               |
| Mary Perez         |               |

## Trilha Sonora
- "Amores de Tierra Adentro"

(Letra: Julio Kempff, Música: Julio Barragán)
Interpretes: Tingo Vincenti & Karina de Barragán (Participação musical: Conjunto "Los Nocturnos")